# Les Nouveaux Messieurs
Les Nouveaux Messieurs is een Franse filmkomedie uit 1929 onder regie van Jacques Feyder.

## Verhaal
Suzanne Verrier is een weinig getalenteerde zangeres. Ze heeft een affaire met de rechtse graaf de Montoire-Grandpré, die zijn politieke invloed aanwendt om haar te helpen met haar carrière. Ze is in werkelijkheid verliefd op de vakbondsman Gaillac, die in het parlement wordt verkozen en minister wordt in een linkse regering. Daardoor heeft Gaillac minder tijd voor Suzanne. Wanneer de linkse regering valt, komt de partij van de graaf de Montoire-Grandpré weer aan de macht.

## Rolverdeling
| Acteur             | Personage                  |
| ------------------ | -------------------------- |
| Albert Préjean     | Jacques Gaillac            |
| Gaby Morlay        | Susanne Verrier            |
| Charles Barrois    | Theaterdirecteur           |
| Léon Arvel         | President                  |
| Henry Roussel      | Graaf de Montoire-Grandpré |
| Guy Ferrant        | Verslaggever               |
| Henri Valbel       | Politieagent Morin         |
| Gustave Hamilton   | Deurwaarder                |
| Georges Deneubourg | De Courcieux               |